# ناهید حسینی

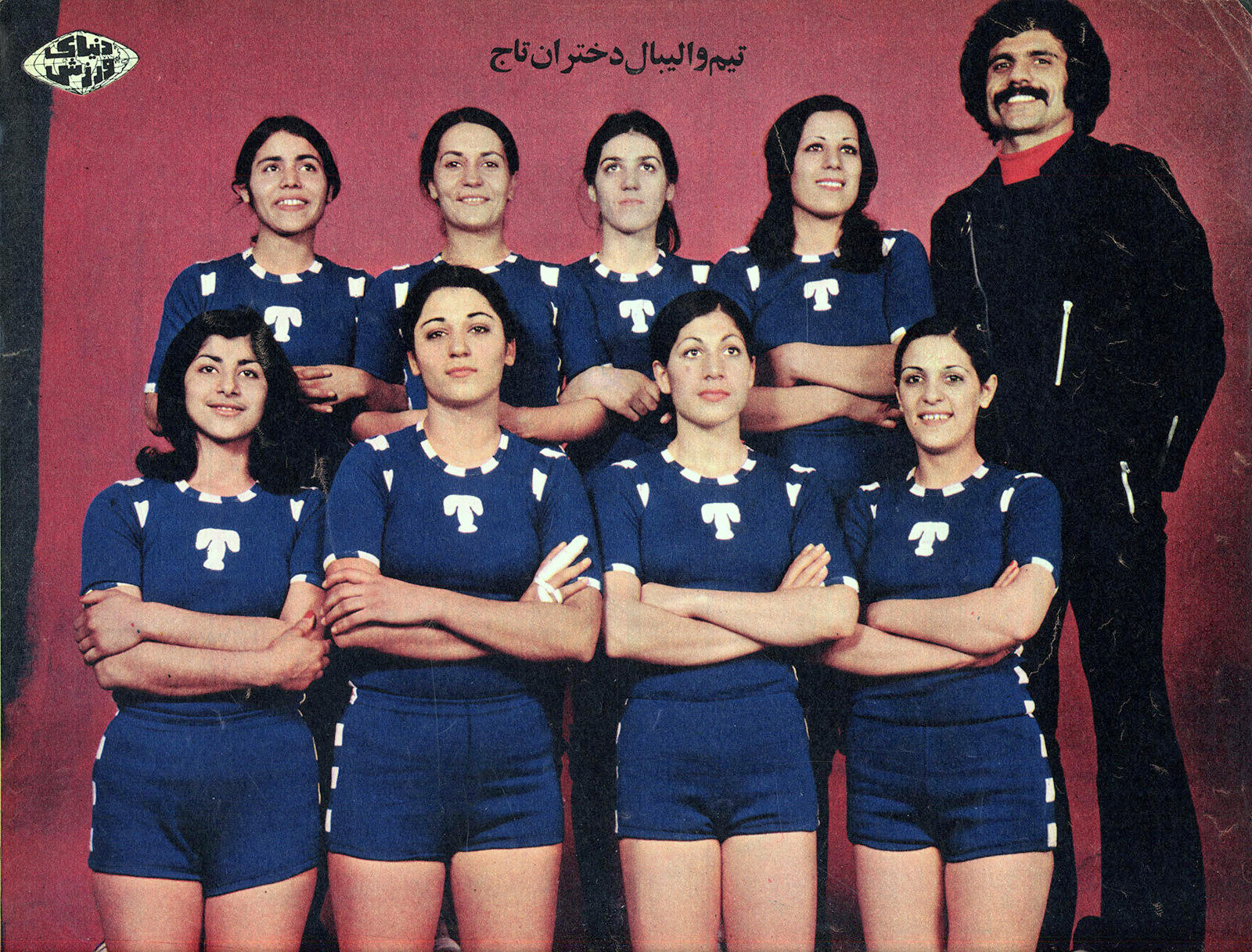
تیم والیبال زنان تاج. به‌ترتیب از راست ایستاده: حسین بهرام صفت (مربی)، معصومه رفیعی، سودابه مرادی، ایران سبحانی و نیره رجبی. نشسته: ناهید حسینی (کاپیتان)، مهوش نوربخش، حبیبه پاشایی و بتول حسین پور.

ناهید حسینی (زاده ۳ شهریور ۱۳۳۵ خورشیدی در تهران) بازیکن والیبال و عضو تیم ملی والیبال زنان ایران بین سال‌های ۱۳۵۳ و ۱۳۵۷ بود.
وی که کارشناس ترجمه و زبان انگلیسی از مدرسه عالی ترجمه تهران است، ورزش را ابتدا از دبیرستان دخترانه نوربخش آغاز کرد و سپس با کسب عنوان قهرمانی والیبال آموزشگاهی در سال ۱۳۴۸ به عضویت باشگاه افسر (یکی از تیم‌های زیر مجموعه باشگاه تاج) در آمد تا تحت تعالیم اشرف وحیدیان (نخستین کاپیتان تیم ملی والیبال زنان) قرار گرفت. وی که در پست پاسور بازی می‌کرد توانست به همراه باشگاه افسر عنوان دومی مسابقات باشگاه‌های تهران را در سال ۱۳۵۰ کسب کند. وی در مسابقات بیست و پنجمین دوره مسابقات والیبال قهرمانی ایران (به میزبانی مشهد) در سال ۱۳۵۲ به همراه تیم منتخب تهران شرکت کرد و در بازی فینال با پیروزی بر اصفهان (قهرمان دوره قبل) به قهرمانی کشور رسید.

## کارنامه ورزشی
- مسابقات باشگاه‌های تهران: نایب قهرمان سال ۱۳۴۲ (باشگاه افسر)
- مسابقات والیبال قهرمانی ایران: قهرمان سال ۱۳۵۲ (منتخب تهران)